# Steatoda variabilis
Steatoda variabilis là một loài nhện trong họ Theridiidae.
Loài này thuộc chi Steatoda. Steatoda variabilis được Lucien Berland miêu tả năm 1920.